# إيفرت بي ويلر
إيفرت بي ويلر (بالإنجليزية: Everett P. Wheeler)‏ هو محامي أمريكي، ولد في 10 مارس 1840 في نيويورك في الولايات المتحدة، وتوفي في 8 فبراير 1925 في مانهاتن في الولايات المتحدة.